# Mechowo (Wierzenica)
Mechowo – część wsi Wierzenica w Polsce, położona w województwie wielkopolskim, w powiecie poznańskim, w gminie Swarzędz, nad rzeką Główną.
W latach 1975–1998 miejscowość administracyjnie należała do województwa poznańskiego. Do 1 lutego 1922 stanowiło gminę jednostkową.
Wieś duchowna Michowo, własność kapituły poznańskiej, położona była w 1580 roku w powiecie poznańskim województwa poznańskiego. 